# Domerica
Domerica Inc. (株式会社ドメリカ Kabushiki-gaisha Domerika?), es un estudio de animación japonés fundado en 2010.

## Historia
Domerica fue fundado en diciembre de 2010 por el animador independiente de CG Kazuya Ichikawa. Basándose en la experiencia adquirida en el campo CG de Ichikawa, en lugar de que un miembro del personal esté a cargo de sólo una parte de un trabajo, han creado un sistema de producción que no está vinculado a títulos de trabajo. En lugar de utilizar un proceso de producción, utilizan una hoja de cálculo en línea para gestionar su cronograma de producción. Al compartir la hoja en su totalidad, todos los miembros del personal pueden entender "qué trabajo se está haciendo, cuándo y quién está trabajando en qué trabajo" y no se pierde tiempo, lo que permite realizar múltiples proyectos de varias maneras en un cronograma estable.

## Obras

### Series de televisión
| Año  | Título                                      | Director                                    | Fecha de primera transmisión | Fecha de última transmisión | Eps. | Notas | Refs.        |
| ---- | ------------------------------------------- | ------------------------------------------- | ---------------------------- | --------------------------- | ---- | --- | ------------ |
| 2021 | Seven Knights Revolution: Eiyū no Keishōsha | Kazuya Ichikawa                             | 5 de abril de 2021           | 21 de junio de 2021         | 12   | Adaptación del videojuego desarrollado por Netmarble. Coproducción junto a Liden Films.                   | [ 4 ] [ 5 ]  |
| 2021 | Subarashiki Kono Sekai The Animation        | Kazuya Ichikawa                             | 10 de abril de 2021          | 26 de junio de 2021         | 12   | Adaptación del videojuego desarrollado por Square Enix y Jupiter. Coproducción junto a Shin-Ei Animation. | [ 6 ] [ 7 ]  |
| 2024 | Tōken Ranbu Kai: Kyoden Moyuru Honnōji      | Kazuya Ichikawa                             | 2 de abril de 2024           | 21 de mayo de 2024          | 8    | Adaptación al anime de la obra de teatro Tōken Ranbu: Kyoden Moyuru Honnōji.                              | [ 8 ]        |
| 2025 | Fermat no Ryōri                             | Yasuharu Ishii Shunichi Hirano Maiko Ohuchi | 5 de julio de 2025           | —                           | —    | Adaptación del manga escrito e ilustrado por Yūgo Kobayashi.                                              | [ 9 ] [ 10 ] |
| 2025 | Gnosia                                      | Kazuya Ichikawa                             | Octubre de 2025              | —                           | —    | Adaptación del videojuego desarrollado por Petit Depotto.                                                 | [ 11 ]       |

### ONAs
| Año  | Título             | Director        | Fecha de primera transmisión | Fecha de última transmisión | Eps. | Notas | Refs.         |
| ---- | ------------------ | --------------- | ---------------------------- | --------------------------- | ---- | --- | ------------- |
| 2016 | Flying Witch Petit | Kazuya Ichikawa | 18 de marzo de 2016          | 24 de junio de 2016         | 9    | Especiales cortos CG de Flying Witch publicados en el canal oficial de YouTube de VAP y luego incluidos con los volúmenes de Blu-ray y DVD. | [ 12 ] [ 13 ] |
| 2020 | Ninjala            | Desconocido     | 23 de junio de 2020          | 6 de enero de 2021          | 5    | Adaptación del videojuego desarrollado por SOLEIL. Coproducción junto a Studio Hibari.                                                      | [ 14 ]        |
| 2022 | Romantic Killer    | Kazuya Ichikawa | 27 de octubre de 2022        | 27 de octubre de 2022       | 12   | Adaptación del manga escrito e ilustrado por Wataru Momose.                                                                                 | [ 15 ] [ 16 ] |